# Saison 2020-2021 du Football Club des Girondins de Bordeaux (féminines)
Maillots
Chronologie
Saison précédente Saison suivante
La saison 2020-2021 de la section féminine des Girondins de Bordeaux est la cinquième saison consécutive du club girondin en première division du championnat de France depuis la saison 2016-2017.
Les Bordelaises ont pour objectif de monter sur le podium du championnat, la troisième place étant synonyme pour la première fois de qualification pour la Ligue des Champions, et de rivaliser avec les cadors du football féminin français que sont l'Olympique Lyonnais et le Paris Saint-Germain.
Après un début de championnat mitigé avec 2 points gagnés lors des 3 premières journées, les Girondines terminent la phase aller à la troisième place, avec une victoire contre leurs concurrentes directes du Montpellier HSC lors de la 11e journée. Elles gardent le rythme lors de la phase retour pour terminer sur le podium avec 7 points d'avance sur le Paris FC et décrochent leur billet pour le 1er tour qualificatif de la Ligue des Champions.

## Transferts

### Mercato d'été
La fenêtre de transferts estivale est marquée par le départ de la meilleure buteuse du club, Viviane Asseyi, pour le Bayern Munich, et de la défenseure Kathellen Sousa, en fin de contrat.
Le club se renforce en recrutant notamment la latérale du PSG Ève Périsset et l'attaquante néerlandaise Katja Snoeijs.

### Mercato d'hiver
L'internationale islandaise Svava Rós Guðmundsdóttir arrive au club en janvier 2021.
L'Américaine Darian Jenkins retourne en NWSL. L'italienne Elena Linari, en manque de temps de jeu, part pour l'AS Roma. 

## Effectif professionnel
Le tableau liste l'effectif féminin professionnel des Girondins de Bordeaux pour la saison 2020-2021. 
Le tableau suivant liste les joueuses en prêt pour la saison 2020-2021.
| \| N° \| P. \| Nat. \| Nom \| Date de naissance \| Sélection \| Club en prêt \| Contrat \| \| \| 999 \| M \| \| Axelle Touzeau \| 15/01/2001 (24 ans) \| France -17 ans \| Rodez AF \| 2019-2021 \| \| \| 999 \| D \| \| Marine Perea \| 01/10/2000 (24 ans) \| – \| ASJ Soyaux \| 2020-2023 \| \| |    |                      |                |                     |                |              |           |  |
| N° | P. | Nat.                 | Nom            | Date de naissance   | Sélection      | Club en prêt | Contrat   |  |
| 999 | M  | Drapeau de la France | Axelle Touzeau | 15/01/2001 (24 ans) | France -17 ans | Rodez AF     | 2019-2021 |  |
| 999 | D  | Drapeau de la France | Marine Perea   | 01/10/2000 (24 ans) | –              | ASJ Soyaux   | 2020-2023 |  |

| N°  | P. | Nat.                 | Nom            | Date de naissance   | Sélection      | Club en prêt | Contrat   |  |
| 999 | M  | Drapeau de la France | Axelle Touzeau | 15/01/2001 (24 ans) | France -17 ans | Rodez AF     | 2019-2021 |  |
| 999 | D  | Drapeau de la France | Marine Perea   | 01/10/2000 (24 ans) | –              | ASJ Soyaux   | 2020-2023 |  |

## Championnat de France
La Division 1 2020-2021 est la quarante-septième édition du championnat de France féminin de football et la dix-neuvième sous l'appellation « Division 1 ». La division oppose douze clubs en une série de vingt-deux rencontres. Les trois meilleurs de ce championnat se qualifient pour la Ligue des champions.

### Classement
| Rang | Équipe                     | Pts | J  | G  | N | P | Bp | Bc | Diff | Qualification ou relégation                                                    |
| ---- | -------------------------- | --- | -- | -- | - | - | -- | -- | ---- | ------------------------------------------------------------------------------ |
| 1    | Paris Saint-Germain (C, Q) | 62  | 22 | 20 | 2 | 0 | 83 | 4  | +79  | Qualification pour la phase de groupes de la Ligue des champions               |
| 2    | Olympique lyonnais T (Q)   | 61  | 22 | 20 | 1 | 1 | 78 | 6  | +72  | Qualification pour le deuxième tour de qualification de la Ligue des champions |
| 3    | Girondins de Bordeaux (Q)  | 44  | 22 | 14 | 2 | 6 | 50 | 23 | +27  | Qualification pour le premier tour de qualification de la Ligue des champions  |
| 4    | Paris FC                   | 37  | 22 | 11 | 4 | 7 | 39 | 29 | +10  |                                                                                |
| 5    | EA Guingamp                | 31  | 22 | 9  | 4 | 9 | 29 | 32 | −3   |                                                                                |

### Évolution du classement et des résultats
| Journée  | 1 | 2 | 3 | 4 | 5 | 6 | 7 | 8 | 9 | 10 | 11 | 12 | 13 | 14 | 15 | 16 | 17 | 18 | 19 | 20 | 21 | 22 |
| -------- | - | - | - | - | - | - | - | - | - | -- | -- | -- | -- | -- | -- | -- | -- | -- | -- | -- | -- | -- |
| Rang     | 5 | 9 | 9 | 7 | 4 | 5 | 4 | 3 | 3 | 3  | 3  | 3  | 3  | 3  | 3  | 3  | 3  | 3  | 3  | 3  | 3  | 3  |
| Résultat | N | N | D | V | V | D | V | V | V | V  | V  | D  | V  | V  | V  | D  | V  | V  | V  | V  | D  | D  |

## Coupe de France
La Coupe de France 2020-2021 est la 20e édition de la Coupe de France féminine de football, une compétition à élimination directe mettant aux prises tous les clubs de football amateurs et professionnels à travers la France métropolitaine et les DOM-TOM. Elle est organisée par la FFF et ses ligues régionales. Bordeaux évoluant en Division 1, l'équipe entre dans la compétition en seizièmes de finale. En raison de la crise sanitaire qui empêche le bon déroulement de la Coupe de France féminine, la FFF met en place cette saison un nouveau format pour la compétition. Les douze clubs de D1 Arkema disputent un premier tour entre eux lors des 16es de finale, avant d'être rejoints par les autres clubs qualifiés à partir des 8es de finale.
Les 16es de finale sont une formalité pour les Bordelaises qui éliminent Le Havre 5 buts à zéro avec notamment des doublés de Khadija Shaw et de Katja Snoeijs.

La compétition est finalement arrêtée en raison de la pandémie de Covid-19.

## Statistiques individuelles
| Nb.                 | Joueuse             | Total | Championnat | Coupe de France |
| 1.                  | Khadija Shaw        | 24    | 22          | 2               |
| 2.                  | Katja Snoeijs       | 11    | 9           | 2               |
| 3.                  | Maëlle Garbino      | 6     | 6           | 0               |
| 4.                  | Claire Lavogez      | 5     | 5           | 0               |
| 5.                  | Inès Jaurena        | 3     | 2           | 1               |
| 5.                  | Ghoutia Karchouni   | 3     | 3           | 0               |
| 7.                  | Julie Dufour        | 1     | 1           | 0               |
| 7.                  | Vanessa Gilles      | 1     | 1           | 0               |
| 7.                  | Ouleymata Sarr      | 1     | 1           | 0               |
| But contre son camp | But contre son camp | 0     | 0           | 0               |
| Total Général       | Total Général       | 55    | 50          | 5               |

| Nb.           | Joueuse            | Total | Championnat | Coupe de France |
| 1.            | Katja Snoeijs      | 8     | 8           | 0               |
| 2.            | Khadija Shaw       | 7     | 7           | 0               |
| 3.            | Maëlle Garbino     | 5     | 5           | 0               |
| 4.            | Ghoutia Karchouni  | 3     | 3           | 0               |
| 4.            | Ève Périsset       | 3     | 2           | 1               |
| 6.            | Charlotte Bilbault | 2     | 2           | 0               |
| 6.            | Claire Lavogez     | 2     | 2           | 0               |
| 8.            | Mickaëlla Cardia   | 1     | 1           | 0               |
| 8.            | Julie Dufour       | 1     | 1           | 0               |
| 8.            | Vanessa Gilles     | 1     | 1           | 0               |
| 8.            | Inès Jaurena       | 1     | 1           | 0               |
| 8.            | Darian Jenkins     | 1     | 1           | 0               |
| 8.            | Andréa Lardez      | 1     | 0           | 1               |
| 8.            | Ella Palis         | 1     | 1           | 0               |
| Total Général | Total Général      | 37    | 35          | 2               |